# Dasychira aridela
Dasychira aridela är en fjärilsart som beskrevs av Collenette 1956. Dasychira aridela ingår i släktet Dasychira och familjen tofsspinnare. Inga underarter finns listade i Catalogue of Life.